# Åse, Viste, Barne och Kållands häraders domsaga
Åse, Viste, Barne och Kållands häraders domsaga var en domsaga i Skaraborgs län, bildad 1778 som Åse, Viste och Kållands häraders domsaga från delar av Kinnefjärdings, Kinne, Kållands, Åse, Viste och Skånings häraders domsaga. Domsagan utökades 1810 med Barne härad från Vartofta, Frökinds, Laske och Barne häraders domsaga. Domsagan upphörde 1864 med delar till Åse, Viste, Barne och Laske domsaga samt Kinnefjärdings, Kinne och Kållands domsaga
Domsagan lydde under Göta hovrätt.

## Tingslag
- Åse tingslag till 1812
- Viste tingslag till 1812
- Åse och Viste tingslag från 1812
- Barne tingslag
- Kållands tingslag

## Hätadshövdingar
- 1778–1820 Jonas Teodor Sundler
- 1821–1849 Harald Almqvist
- 1850–1863 Herman Bernhard Bursie